# Palliser-szigetek
A Palliser-szigetek (franciául: Îles Palliser) egy szigetcsoport a Dél-Csendes-óceánon. A terület politikailag Francia Polinéziához tartozik. A Palliser szigetcsoport a Tuamotu-szigetek egyik alcsoportja.
A Tuamotu-szigeteket legelőször a polinéziai emberek népesítették be, akiknek közös kultúrájuk van és nyelvük. A Palliser-szigetek a Tuamotu szigetcsoport északnyugati részén található.
A Palliser-szigetek kilenc atollból áll:
- Apataki (492 fő – 2007, 20 km², lagúnával együtt 706 km², legnagyobb település: Niutahi – 1044 fő)
- Arutua (725 fő – 2007, 15 km², lagúnával együtt 484 km², legnagyobb település: Rautini – 486 fő)
- Fakarava (855 fő – 2007, 16 km², lagúnával együtt 1112 km², legnagyobb település: Rotoava – 1103 fő)
- Kaukura (542 fő – 2007, 11 km², lagúnával együtt 436 km², legnagyobb település: Raitahiti – 486 fő)
- Mataiva (204 fő – 2007, 16 km², lagúnával együtt 66 km², legnagyobb település: Pahua – 204 fő)
- Rangiroa (2473 fő – 2007, 170 km², legnagyobb település: Tiputa – 817 fő)
- Makatea (93 fő – 2007, 24 km², legnagyobb település: Moumu – 61 fő)
- Tikehau (507 fő – 2007, 20 km², lagúnával együtt 481 km², legnagyobb település: Tuherahera – 400 fő)
- Toau (507 fő – 2007, 12 km², lagúnával együtt 573 km², legnagyobb település: Tuherahera – 400 fő)

Forrás
Az északnyugatról délkelet felé elnyúló Palliser szigetcsoport alakjától eltérően a György király-szigetek ennek a tükörképeként délnyugatról északkelet felé nyúlik el.

## Története
A szigetcsoport nevét Sir Hugh Palliser admirális tiszteletére nevezte el James Cook kapitány, aki az első európai emberként pillantotta meg a szigeteket 1774. április 19-én és 20-án.

## Közigazgatás
Közigazgatásilag a Palliser-szigeteken három települési önkormányzat (commune) van:
- Apataki és Kaukura atoll Arutua települési önkormányzathoz (commune) tartozik, lakossága 1624 fő (2002).
- Toau, Niau, és Fakarava pedig Fakarava települési önkormányzathoz tartozik. A teljes lakosság itt 1511 fő.
- Rangiroa körzetéhez 3 atoll és egy sziget tartozik: Rangiroa, Tikehau és Mataiva, valamint Makatea-sziget. Az össznépesség itt 1871 fő.

A szigetek legnépesebb szigete a 2273 fős Rangiroa (2007). Fakarava szigeten található a szigetcsoport legnépesebb települése Rotoava (1103 fő).